# Robert McLiam Wilson
Robert McLiam Wilson (Belfast, 24 febbraio 1964) è uno scrittore britannico.

## Biografia
Nato nel 1964 a Belfast, vive e lavora a Parigi. Dopo gli studi al St Catharine's College di Cambridge ha svolto svariati mestieri come il muratore e la guardia di sicurezza. Ha esordito nel 1989 con Ripley Bogle (vincitore del Premio Rooney per la letteratura irlandese e del Betty Trask Award) al quale hanno fatto seguito altri due romanzi e un saggio sui senzatetto.

## Opere

### Romanzi
- Ripley Bogle (1989)

Milano, Garzanti, 1996, traduzione di Enrico Palandri, ISBN 88-11-62016-3.
Roma, Fazi, 2018, traduzione di Enrico Palandri, ISBN 978-88-93250-59-7.
- Il dolore di Manfred (Manfred's Pain, 1992), Roma, Fazi, 2004, traduzione di Lucia Olivieri, ISBN 88-8112-523-4.
- Eureka Street (1996), Roma, Fazi, 1999, traduzione di Lucia Olivieri, ISBN 978-88-8112-095-6.
- Extremists (2006)

### Saggi
- The Dispossessed con Donovan Wylie (1992)